# Tomás Ribeiro
Pour les articles homonymes, voir Ribeiro.
Tomás Ribeiro, né le 30 avril 1999 à Lisbonne au Portugal, est un footballeur portugais qui évolue au poste de défenseur central au Farense SC.

## Biographie

### Belenenses SAD
Né à Lisbonne au Portugal, Tomás Ribeiro est notamment formé par le Belenenses SAD. Le 15 septembre 2019, il joue son premier match avec l'équipe première, lors d'une rencontre de Liga NOS face au CS Marítimo. Il est titularisé et son équipe s'impose par trois buts à un ce jour-là. Après cette première titularisation, il ne quitte plus le onze de départ, et se voit vite considéré comme l'un des joueurs les plus prometteurs. Une blessure au genou en janvier 2020 vient toutefois freiner sa progression, son absence est estimée entre six et neuf mois.
Il fait son retour à la compétition le 18 septembre 2020, lors de la première journée de la saison 2020-2021 face au Vitória SC. Il est titularisé et son équipe s'impose par un but à zéro. Son entraîneur Petit en fait à nouveau un titulaire dans la défense de Belenenses, les prestations du joueur amènent des clubs comme le Vitória SC justement, à s'intéresser à lui durant le mercato hivernal 2021, mais Ribeiro poursuit l'aventure avec son club formateur. Il inscrit son premier but en professionnel contre le CD Nacional, lors d'une rencontre de championnat que son équipe remporte, le 20 février 2021 (2-1 score final).

### Grasshopper Zurich
Le 26 janvier 2022, lors du mercato hivernal, Tomás Ribeiro rejoint la Suisse en s'engageant avec le club du Grasshopper Zurich. Il signe un contrat courant jusqu'en juin 2026,.

### Vitória SC
Tomás Ribeiro fait son retour au Portugal au bout d'un an et demi, s'engageant en faveur du Vitória SC le 20 juillet 2023. Il signe un contrat de quatre ans, soit jusqu'en juin 2027,.